# Приматов, Генрих Алексеевич
Ге́нрих Алексе́евич Прима́тов (1 декабря 1931, Орехово-Зуево, Московская область, СССР — 31 июля 1985, Куйбышев, СССР) — советский баскетбольный тренер. Заслуженный тренер СССР (1967).

## Биография
В 1956 году окончил ГЦОЛИФК и по распределению был направлен на кафедру физической культуры в Новосибирский электротехнический институт, где возглавил мужскую и женскую («Сибирячка») студенческие команды. В 1960 году мужская команда НЭТИ завоевала титул чемпиона Новосибирска.
С 1956 по 1976 года был главным тренером женской баскетбольной команды «Динамо» (для выхода на новый уровень команда «Сибирячка» перешла под крыло спортобщества «Динамо» и сменила название). Под его руководством клуб вышел в высшую лигу чемпионата СССР, дважды стал чемпионом РСФСР (1966, 1974).
В 1967 году сборная РСФСР, руководимая Приматовым, стала бронзовым призёром VI летней Спартакиады народов СССР.
За время работы в Новосибирске воспитал более 50 мастеров спорта СССР (в т. ч. – двукратную чемпионку мира Алису Антипину).
В 1976 под его руководством была создана тольяттинская команда «Азот» завода «Куйбышевазот», позднее переехавшая в Куйбышев и ставшая знаменитым на всю страну «Строителем», которым он руководил до последнего дня своей жизни. В 1981 году выводил «Строитель» в высшую лигу чемпионата СССР. За время его работы команда трижды (в 1976, 1979 и 1980 гг.) становилась чемпионом РСФСР.
С 2005 года в Самаре проходит предсезонный баскетбольный турнир памяти Приматова.

## Достижения тренера
командные
- Чемпион РСФСР:
  - Динамо (Новосибирск) (2): 1966, 1974
  - Строитель (Самара) (3): 1976[c], 1979 и 1980
- Бронзовый призёр Спартакиады народов СССР:
  - сборная РСФСР: 1967

личные
- заслуженный тренер СССР

тренерская статистика
| 1981/82 | Строитель | высшая | 12 | 34 | 11 | 23 | 2598:2733 |
| 1982/83 | Строитель | высшая | 11 | 36 | 14 | 22 | 3062:3156 |

## Семья
- жена Лариса Петровна (в девичестве — Иванова) — работала тренером в «Сибирячке» (Новосибирск)
- сын Андрей — обучает детей баскетболу
- дочь Екатерина
  - внук Данила — баскетболист[9]